# Sant’Angelo all’Esca
Sant’Angelo all’Esca – miejscowość i gmina we Włoszech, w regionie Kampania, w prowincji Avellino.
Według danych na 1 stycznia 2022 roku gminę zamieszkiwało 741 osób (366 mężczyzn i 375 kobiet).